# Инцидент с A330 над Атлантикой
Инцидент с A330 над Атлантикой — авиационная авария, произошедшая в пятницу 24 августа 2001 года. Авиалайнер Airbus A330-243 авиакомпании Air Transat выполнял плановый трансатлантический рейс TSC236 по маршруту Торонто—Лиссабон, но через 5 часов и 34 минуты после взлёта (во время полёта над Атлантическим океаном) у него внезапно закончилось авиатопливо и отказали оба двигателя. Экипаж сумел посадить лайнер на ВПП авиабазы Лажеш на Азорских островах, совершив самое длинное в истории авиации планирование на самолёте с неработающими двигателями. Обошлось без жертв, из находившихся на его борту 306 человек (293 пассажира и 13 членов экипажа) 18 получили ранения.

## Самолёт
Airbus A330-243 (регистрационный номер C-GITS, серийный 271) был выпущен в 1999 году (первый полёт совершил 17 марта под тестовым б/н F-WWKY). 28 апреля того же года был передан авиакомпании Air Transat. Оснащён двумя двухконтурными турбовентиляторными двигателями Rolls-Royce Trent 772B. На день инцидента совершил 2390 циклов «взлёт-посадка» и налетал 10 433 часа.

## Экипаж
Самолётом управлял экипаж в составе:
- Командир воздушного судна (КВС) — 48-летний Робер Пише (фр. Robert Piché). Очень опытный пилот, управлял самолётами Convair CV-580, DC-3, DC-4, DC-6, EMB-120, HS-748, Boeing 737 и Lockheed L-1011 TriStar (сначала вторым пилотом, а потом КВС). В должности командира Airbus A330 — с 11 мая 2000 года. Налетал свыше 16 800 часов, 796 из них на Airbus A330.
- Второй пилот — 28-летний Дирк ДеЯгер (фр. Dirk DeJager). Опытный пилот, управлял самолётами BAJ-31, Learjet 35 и Lockheed L-1011 TriStar. В должности второго пилота Airbus A330 — с 22 ноября 2000 года. Налетал свыше 4800 часов, 386 из них на Airbus A330.

В салоне самолёта работали 11 бортпроводников.

## Хронология событий

### Вылет из Торонто, утечка авиатоплива
Airbus A330-243 борт C-GITS, выполнявший рейс TSC236 из Торонто в Лиссабон, вылетел из Торонто в 20:52 EST 23 августа (в 00:52 по Гринвичу (UTC), пятница 24 августа). В компоновке Air Transat максимальная вместимость самолёта составляла 362 места; на данном рейсе на борту самолёта находились 13 членов экипажа и 293 пассажира (преимущественно граждане Португалии). Перед вылетом самолёт был заправлен 46,9 тоннами авиатоплива, что на 4,5 тонны больше необходимого на этом маршруте. После вылета диспетчер трансатлантического сообщения с целью разгрузки воздушного коридора перевёл рейс TSC236 в другой коридор на 100 километров южнее.
В 05:16 UTC в кабине пилотов прозвучал звуковой сигнал, и на дисплее компьютера появились сообщения о низкой температуре и высоком давлении масла в двигателе №2 (правом). Поскольку такие сообщения являются крайне редкими и не свидетельствуют о серьёзной неполадке, пилоты посчитали их ошибкой компьютера. Они связались с технической службой авиакомпании Air Transat, которая не смогла найти решение и посоветовала пилотам продолжать отслеживать ситуацию.
В 05:36 пилоты получили звуковой сигнал и сообщение на дисплее компьютера о дисбалансе авиатоплива. Продолжая подозревать сбой компьютера, пилоты предприняли стандартную процедуру перекачки авиатоплива из левого крыльевого топливного бака в почти пустой правый с целью выровнять поперечную центровку самолёта.

### Истинное положение
За 5 дней до полёта рейса 236 (19 августа) на самолёте был заменён двигатель №2. В соответствии с контрактом поставленный двигатель не был укомплектован гидравлическим насосом, поэтому ремонтный персонал переставил насос со снятого двигателя. Место крепления насоса на новом двигателе несколько отличалось от старого, в связи с чем масляный шланг был немного длиннее, и, в соответствии с указаниями производителя, должен быть заменён. Но обслуживающий персонал проигнорировал это указание. В результате армированный шланг маслопровода начал тереться о резинометаллический шланг топливной системы и в итоге 24 августа, когда самолёт находился над Атлантическим океаном, в топливном шланге образовалась течь.
В самолёте Airbus A330 применяется стандартная система охлаждения масла авиатопливом, которое проходит через масляный теплообменник. Но из-за утечки авиатоплива в теплообменнике возрос его расход и, соответственно, возросла интенсивность теплоотвода, что вызвало переохлаждение масла и его загустевание, о чём пилотов известил бортовой компьютер. Пилоты не могли предположить, что в самолёте возрастом всего 2 года могла произойти столь серьёзная неисправность. Вскоре топливный шланг лопнул и авиатопливо стало вытекать со скоростью около 4 литров в секунду.

### Отказ двигателей, посадка
Командир начал подозревать, что утечка авиатоплива всё же имеет место, поэтому он вызвал старшую стюардессу и попросил её через пассажирские иллюминаторы посмотреть, не видно ли утечки авиатоплива из правого крыла. Однако из-за темноты за бортом и недостаточной технической подготовки стюардесса не смогла увидеть утечку. В 05:46 пилоты приняли решение о развороте в сторону авиабазы Лажеш на острове Терсейра (Азорские острова, Португалия), находившейся в 320 километрах от них. Связавшись с авиадиспетчером, они объявили «топливную тревогу» («FUEL EMERGENCY»); сигнал, оповещающий наземные службы о том, что для обеспечения посадки в ближайшем безопасном аэропорту будет задействовано авиатопливо из минимальных резервов.
В 06:13, когда до авиабазы оставалось 217 километров, авиатопливо в правом крыльевом баке кончилось, и двигатель №2 остановился. Убедившись, что на самолёте действительно произошла утечка авиатоплива, пилоты перекрыли перекачивающий насос с целью сохранить остаток авиатоплива. На одном двигателе лайнер не мог оставаться на прежней высоте и начал постепенно снижаться.
В 06:26, через 13 минут после остановки двигателя №2, авиатопливо полностью иссякло, и прекратил работу двигатель №1 (левый). Авиалайнер в этот момент находился на высоте около 10 600 метров в 120 километрах от авиабазы Лажеш. Отказ обоих двигателей привел к остановке главных электрогенераторов. Автоматически включилась аварийная турбина, однако 70% систем самолёта оказались обесточены, включая гидравлическую систему, управляющую закрылками, спойлерами и воздушными тормозами.

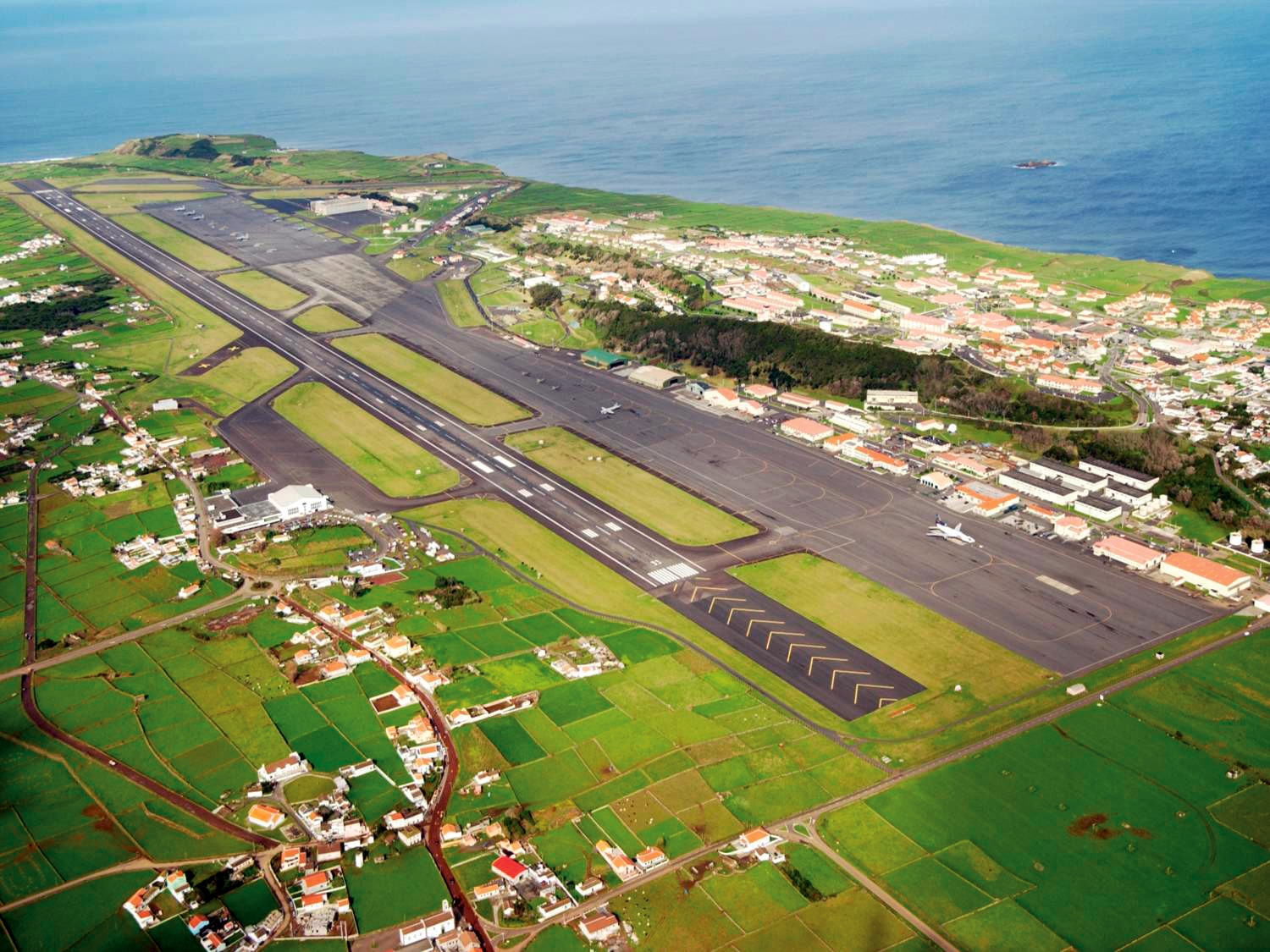
Авиабаза Лажеш (Lajes Air Force Base)

На авиабазе Лажеш все аварийные службы были приведены в полную готовность. Тем временем, пока второй пилот удерживал курс, КВС рассчитал, что при скорости снижения около 600 м/мин у них есть 15-20 минут на приземление.
К авиабазе Лажеш рейс 236 подошёл на большой высоте и с высокой скоростью. КВС совершил несколько поворотов по курсу, чтобы снизить высоту и скорость самолёта, однако погасить скорость до посадочной не удалось.
В 06:45 UTC (02:45 EST) на скорости около 370 км/ч (вместо рекомендованной 310 км/ч) рейс TSC236 произвёл посадку в 310 метрах после точки начала ВПП. Пилоты применили экстренное торможение, но из-за неработающей антиблокировочной системы на заклиненных колёсах шасси начали взрываться шины. В 06:46 лайнер остановился в 1 километре от конца ВПП, при этом у него лопнули 8 шин шасси из 10. При посадке никто из 306 человек на его борту не пострадал; при эвакуации незначительные травмы получили 2 бортпроводника и 16 пассажиров.
КВС и второй пилот сумели спланировать на реактивном самолёте с неработающими двигателями на расстояние в 120 километров, чего до них не делал никто. Основными факторами удачной посадки стали: перевод диспетчером самолёта на 100 километров южнее, решение пилотов повернуть к Азорским островам с сохранением эшелона полёта, а также относительно спокойная погода.

## Расследование
Расследование причин аварии рейса TSC236 проводил португальский Департамент по расследованию и предупреждению авиационных происшествий (GPIAA) совместно с канадскими и французскими представителями.
Довольно скоро выяснилось, что причина инцидента заключалась в утечке авиатоплива у двигателя №2 из-за неправильного монтажа компонентов гидравлической системы. Техники авиакомпании Air Transat после замены двигателя обнаружили, что тот недоукомплектован гидравлическим насосом. Поэтому главный техник, несмотря на различные опасения, с целью скорейшего завершения ремонта поставил насос гидросистемы от двигателя старой модели, несмотря на то, что достаточный зазор между шлангами топливной и гидравлической систем при этом не выдерживался. Это привело к трению шлангов из-за вибраций в полёте до тех пор, пока шланг топливной системы не лопнул. Авиакомпания Air Transat полностью признала свою вину и была оштрафована на 250 000 канадских долларов — крупнейший штраф в истории Канады.
Одним из факторов инцидента стали ошибки пилотов, в частности командира, который с недоверием относился к предупреждениям бортового компьютера, считая их поначалу ложными. Но в то же время комиссия признала высокий профессионализм и безошибочные действия пилотов после того, как ситуация стала им ясной. В 2002 году обоим пилотам была вручена премия за лётное мастерство («За самое длинное в истории планирование»).
Окончательный отчёт расследования GPIAA был опубликован 18 октября 2004 года.

## Последствия инцидента
- Федеральное управление гражданской авиации США и Генеральный директорат гражданской авиации Франции обязали всех операторов авиалайнеров моделей A318-100, A319-100, A320-111, A320-200, A321-100 и A321-200 внести изменения в руководства по лётной эксплуатации, согласно которым при дисбалансе топлива в баках экипаж прежде всего должен убедиться в отсутствии утечки топлива.
- Компания «Airbus» внесла изменения в бортовые компьютеры, которые теперь полностью контролируют уровень топлива и предупреждают в том случае, если расход топлива из баков больше, чем его потребляют двигатели.
- Фирма «Rolls-Royce plc» выпустила бюллетень, в котором указала на несовместимость узлов от двигателей разных моделей.

## Дальнейшие судьбы пилотов и самолёта

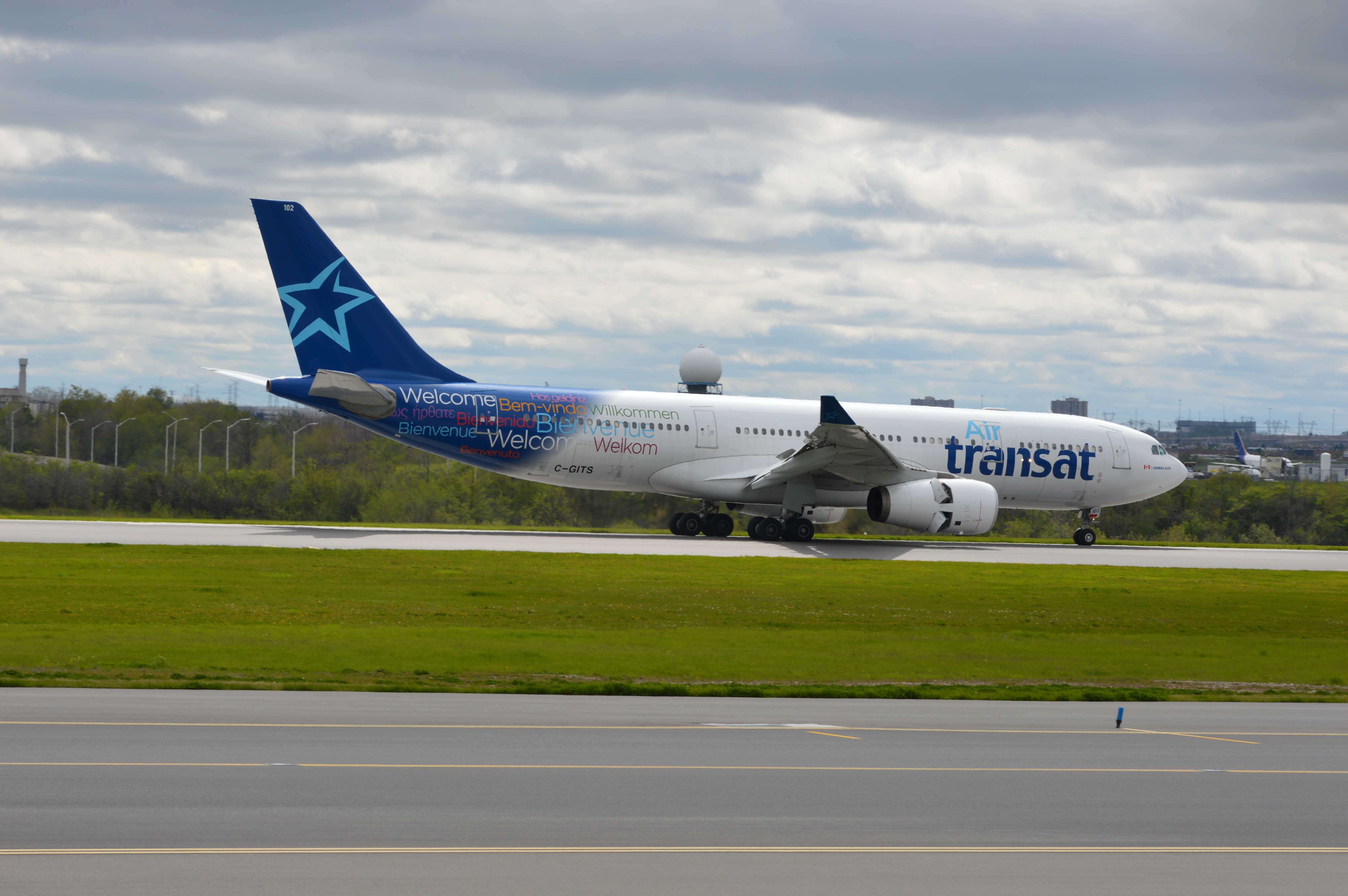
Пострадавший самолёт в 2016 году

- Командир Робер Пише проработал в авиакомпании Air Transat до октября 2017 года, а второй пилот Дирк ДеЯгер работает[когда?] в авиакомпании Emirates.
- Airbus A330-243 борт C-GITS был отремонтирован и продолжил эксплуатироваться авиакомпанией Air Transat, при этом от неё с 2009 по 2014 годы периодически сдавался в лизинг авиакомпании Garuda Indonesia; в Air Transat лайнер получил неофициальное имя The Azores Glider. 5 декабря 2018 года был взят в лизинг авиакомпанией Thomas Cook Airlines Scandinavia, в которой получил б/н OY-VKK; 14 марта 2019 года вернулся в Air Transat под прежним бортовым номером C-GITS. С июля 2020 года стоял на хранении в аэропорту Торонто. C 18 октября 2021 года хранился в аэропорту Marana Pinal Airpark, где был разобран в мае 2024 года.

## Культурные аспекты
- Инцидент с рейсом 236 Air Transat показан в 1 сезоне канадского документального телесериала Расследования авиакатастроф в серии Полёт с пустым баком.
- «MSNBC» выпустила документальный фильм под названием «На честном слове и на одном крыле» (буквальный перевод — «Крыло и молитва» (англ. A Wing And A Prayer)).
- Рейсу 236 отведена ключевая роль в кинофильме 2010 года «Пише: Между небом и землёй», посвящённом командиру рейса 236 Роберу Пише.
- Образ Робера Пише пародирует командир авиалайнера Пишетт, персонаж канадского мультсериала «Чокнутые головы».
- В компьютерной игре «Microsoft Flight Simulator X» есть схожая с данным инцидентом миссия, за прохождение которой игрок получает награду «Пилот столетия». В игре участвует самолёт Boeing 737-800 и максимальное расстояние 80 миль (рейс 236 планировал примерно 65 миль).